# Otonycteris
Otonycteris — рід кажанів. Представники цього роду зустрічаються в Північній Африці та Центральній Азії.

## Морфологічна характеристика
Вуха дуже довгі (30–41 мм) й не поєднані біля основи. Зубна формула: 1113/3123=30.

## Види
Рід містить 2 види:
- Otonycteris hemprichii
- Otonycteris leucophaea